# گنگیس بلوز
گنگیس بلوز یک فیلم مستند آمریکایی به کارگردانی روکو بلیک است که در سال ۱۹۹۹ منتشر شد. این فیلم دربارهٔ خواننده معروف آمریکایی، پال بنا است که به منطقه دورافتاده جمهوری روسی تووا سفر می‌کند تا دربارهٔ گلوخوانی پژوهش کند.